# ادواردو مارکز
ادواردو مارکز (به پرتغالی: Eduardo Marques de Jesus Passos) مهاجم اهل برزیل است که در شهر سانتوس و در تاریخ ۲۶ ژوئن ۱۹۷۶ به دنیا آمده‌است.
ادواردو مارکز در تیم‌های فوتبال سانتوس سابقهٔ حضور دارد.